# South Park
South Park è una sitcom animata statunitense del 1997, creata da Matt Stone e Trey Parker.
Originata dopo lo sviluppo di due cortometraggi animati intitolati entrambi The Spirit of Christmas, la serie era realizzata in principio con la tecnica dello stop motion in cutout animation nel quale i fotogrammi venivano realizzati incollando direttamente sullo sfondo pezzi di carta complessivamente alti 10 cm circa per i bambini e 12 cm per gli adulti. Successivamente questa tecnica è stata rimpiazzata dall'animazione digitale.
Attraverso la satira, South Park tratta temi di politica e attualità statunitensi e cerca di sfatare i tabù della società, spesso usando la parodia e la commedia nera. La serie viene trasmessa su Comedy Central dal 13 agosto 1997, contando un totale di 323 episodi ripartiti su 26 stagioni. In Italia, Mediaset acquistò i diritti televisivi del cartone nel 1998, lo doppiò presso lo studio SEFIT-CDC di Roma con i dialoghi e la direzione del doppiaggio curati da Marco Mete e lo trasmise su Italia 1 dal 6 gennaio 2000. Molti anni dopo, dopo molte repliche in lingua originale con sottotitoli in italiano su Canal Jimmy, le prime quattro stagioni vennero ridoppiate presso lo studio O.D.S. di Torino e trasmesse su Paramount Comedy (oggi Comedy Central) dal febbraio 2005. Quest'edizione, che comprende un nuovo cast vocale e un adattamento più fedele all'originale, venne utilizzata anche per le stagioni successive e venne poi replicata su La7 Cartapiù, MTV e Italia 2.Inizialmente, prima del doppiaggio della O.D.S., doveva esserci un secondo doppiaggio italiano realizzato sempre a Roma e Roberto Gammino sarebbe tornato a doppiare Eric Cartman ma il doppiaggio fu immediatamente cancellato per ragioni sconosciute. 
Durante il corso della serie sono stati trasmessi due speciali intitolati The Pandemic Special e South ParQ Vaccination Special (Mai stati doppiati in italiano) , trasmessi rispettivamente nel settembre 2020 e nel marzo 2021. Nell'agosto 2021 Parker e Stone hanno annunciato un accordo con ViacomCBS che prevede il rinnovo di South Park fino alla trentesima stagione e la produzione di 14 film televisivi realizzati in esclusiva per Paramount+, con due anteprime fissate entro fine 2022.
Nel 2022 sono stati inoltre trasmessi altri due special intitolati South Park: The Streaming Wars e South Park: The Streaming Wars (Parte 2). Il 20 dicembre 2023 è stato trasmesso un nuovo Special: South Park (non adatto ai bambini), il sesto della serie. Il 24 maggio 2024 è stato trasmesso il settimo Special South Park: La fine dell'obesità.

## Genere e struttura
La satira di South Park prende di mira molti aspetti della cultura statunitense e dell'attualità, e sfida molti dei tabù e delle convinzioni radicate nella società, di solito attraverso la parodia e il grottesco, seguendo e "accelerando" follemente la scuola dei Monty Python. L'abuso di minori in ogni sua forma è tema ricorrente nella serie animata, insieme all'omosessualità e al tema della morte: famose sono le continue "morti" di Kenny, le quali vengono solitamente commentate da Stan e Kyle con le frasi «Oh mio Dio, hanno ucciso Kenny!» «Brutti bastardi!». La serie è inoltre famosa per la trattazione di temi d'attualità in maniera pressoché estemporanea, come gli attentati dell'11 settembre 2001 o il caso Terri Schiavo; fatto dovuto alla sua tecnica di realizzazione (animazione computerizzata), che permette la realizzazione di un episodio in soli quattro giorni, il 75% in meno rispetto ad una puntata dei Simpson.
I temi, i popoli, le religioni e le idee che il cartone tocca e che irride sono molteplici. I personaggi non statunitensi sono spesso stereotipati: i messicani, ad esempio, vengono rappresentati con delle difficoltà a capire l'inglese e con scarsa voglia di lavorare fino a dormire sul posto di lavoro. Oltre ai messicani sono generalmente vittime della satira del cartone animato gli afroamericani, i canadesi (rappresentati con occhi a spillo e con un diverso modo di muovere la bocca nel parlare), i cinesi, gli italiani (raramente compare Luigi, un bambino italiano che controlla il racket dei "proventi" dalle mance delle fatine dei dentini), gli ebrei, gli scientologist, i mormoni (gli unici che andrebbero in Paradiso) e i musulmani, anche se dopo le vignette su Maometto i personaggi islamici compaiono con frequenza leggermente inferiore. Dalla diciannovesima stagione sono stati introdotti i "politicamente corretti", raffigurati come dei ragazzi palestrati e prepotenti che vanno su tutte le furie quando leggono o sentono dire qualcosa di politicamente scorretto.
Ma non sono solo moralisti e conservatori a subire la feroce satira di Parker e Stone. Anche temi come ambiente, inquinamento e riscaldamento globale vengono spesso affrontati in maniera ironica. Anche diverse personalità di sinistra vengono regolarmente derise nella serie, come Michael Moore, Al Gore, Rob Reiner, George Clooney, Barbra Streisand, la quale viene inserita alla fine di una lunga serie di parolacce pronunciate da Cartman nel lungometraggio, e altri. Gli autori fanno anche spesso satira nei confronti dei movimenti hippy (specialmente nell'episodio 09x02, Muori hippie, in cui agli hippie viene data la caccia con metodi propri della disinfestazione per insetti).
Sia Matt Stone che Trey Parker hanno dichiarato di essere iscritti al Libertarian Party americano, movimento che predica la massima libertà individuale, sia in campo sociale che economico.
Una curiosità riguarda i personaggi di Stan e Kyle: si presume che entrambi siano le controparti dei due creatori, rispettivamente Trey Parker e Matt Stone (anch'egli ebreo come il personaggio). Numerosi inoltre sono i comprimari che di volta in volta si alternano accanto ai quattro protagonisti (compresi Satana e Gesù, morto per salvare Babbo Natale in Iraq e resuscitato nell'episodio di Pasqua 2007).

## Trama
La serie segue le avventure di Stan Marsh, Kyle Broflovski, Eric Cartman e Kenny McCormick, quattro ragazzi che vivono nella piccola città immaginaria di South Park, situata all'interno del reale bacino di South Park tra le Montagne Rocciose del Colorado. I ragazzi frequentano la scuola elementare (inizialmente la terza e, a partire dalla quarta stagione, la quarta).

## Episodi
| Stagione                  | Episodi       | Prima TV USA | Prima TV Italia                               |
| ------------------------- | ------------- | ------------ | --------------------------------------------- |
| Prima stagione            | 13            | 1997-1998    | 2000                                          |
| Seconda stagione          | 18            | 1998-1999    | 2000-2001                                     |
| Terza stagione            | 17            | 1999-2000    | 2002 (ep. 1-16) 2006 (ep. 17)                 |
| Quarta stagione           | 17            | 2000         | 2003 (ep. 1-4, 6-8, 11-17) 2006 (ep. 5, 9-10) |
| Quinta stagione           | 14            | 2001         | 2005                                          |
| Sesta stagione            | 17            | 2002         | 2005                                          |
| Settima stagione          | 15            | 2003         | 2005                                          |
| Ottava stagione           | 14            | 2004         | 2005                                          |
| Nona stagione             | 14            | 2005         | 2006                                          |
| Decima stagione           | 14            | 2006         | 2007                                          |
| Undicesima stagione       | 14            | 2007         | 2007-2008                                     |
| Dodicesima stagione       | 14            | 2008         | 2008-2009                                     |
| Tredicesima stagione      | 14            | 2009         | 2009-2010                                     |
| Quattordicesima stagione  | 14            | 2010         | 2010                                          |
| Quindicesima stagione     | 14            | 2011         | 2011-2012                                     |
| Sedicesima stagione       | 14            | 2012         | 2013                                          |
| Diciassettesima stagione  | 10            | 2013         | 2014                                          |
| Diciottesima stagione     | 10            | 2014         | 2014                                          |
| Diciannovesima stagione   | 10            | 2015         | 2015                                          |
| Ventesima stagione        | 10            | 2016         | 2016                                          |
| Ventunesima stagione      | 10            | 2017         | 2017                                          |
| Ventiduesima stagione     | 10            | 2018         | 2018                                          |
| Ventitreesima stagione    | 10            | 2019         | 2019 (ep. 1-9) 2021 (ep. 10)                  |
| Ventiquattresima stagione | 2 (+2)        | 2020-2021    | 2020-2021                                     |
| Venticinquesima stagione  | 6 (+2) 6 (+3) | 2022         | 2022                                          |
| Ventiseiesima stagione    | 6 (+2) 6 (+3) | 2023         | 2023                                          |
| Ventisettesima stagione   | 10            | 2025         | 2025                                          |

## Personaggi e doppiatori
- Stan Marsh, voce originale di Trey Parker, italiana di Nanni Baldini (1° doppiaggio), Davide Albano (ridoppiaggio).
- Kyle Broflovski, voce originale di Matt Stone, italiana di Fabrizio Vidale (1° doppiaggio), Fabrizio Manfredi (1° doppiaggio, alcuni episodi), Lucia Valenti (ridoppiaggio).
- Eric Cartman, voce originale di Trey Parker, italiana di Roberto Gammino (1° doppiaggio) e Francesca Vettori (ridoppiaggio).
- Kenny McCormick, voce originale di Matt Stone, italiana di Marco Mete (1° doppiaggio), Roberto Mare e Osmar Miguel Santucho (ridoppiaggio).
- Leopold "Butters" Stotch, voce originale di Matt Stone, italiana di Simone Mori (1° doppiaggio) e Walter Rivetti (ridoppiaggio)
- Randy Marsh, voce originale di Trey Parker, italiana di Sergio Di Stefano e Mauro Magliozzi (1° doppiaggio), Oliviero Cappellini (ridoppiaggio).

## Produzione

### Ideazione e sviluppo

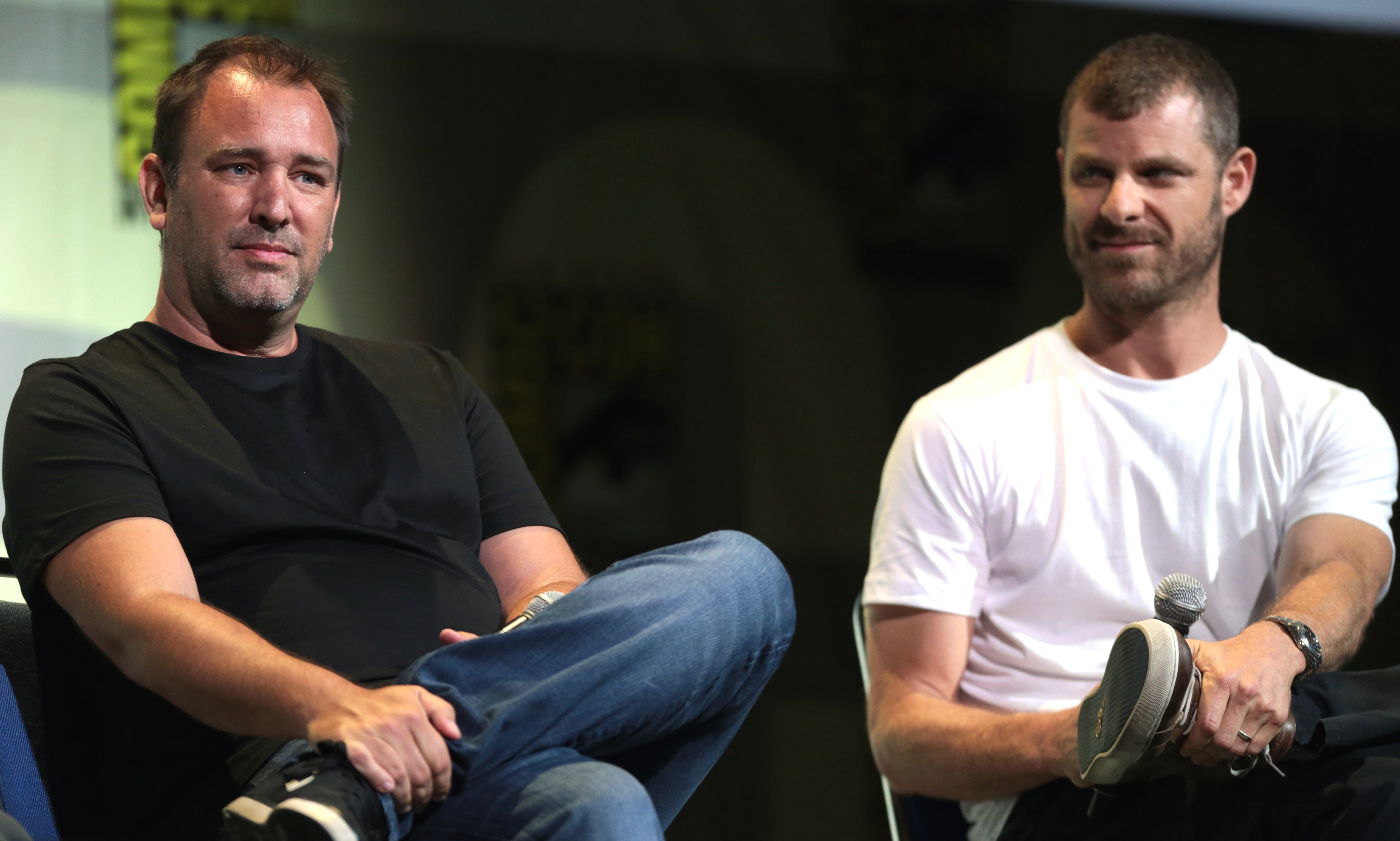
Trey Parker e Matt Stone, creatori di South Park

Le origini di South Park si hanno nel 1992, quando Trey Parker e Matt Stone, all'epoca studenti dell'Università del Colorado, crearono un cortometraggio animato chiamato Jesus vs. Frosty. Seppur realizzato in modo molto grezzo, il corto presenta un primo prototipo dei personaggi principali di South Park tra i quali Eric Cartman (chiamato nel corto Kenny) e Kyle Broflovski (che però non ha nome), il quale dà vita ad un pupazzo di neve assassino tramite un cappello magico.
Nel 1995, Brian Graden, dirigente della Fox, dopo aver visto il loro primo lavoro, commissionò a Parker e Stone un secondo cortometraggio. Al nuovo corto, il cui stile di realizzazione era già molto simile alle prime stagioni della futura serie, fu dato il titolo Jesus vs. Santa. Questo è caratterizzato da un duello di arti marziali tra Gesù e Babbo Natale (due personaggi che saranno ripresi più volte nel corso della serie), i quali si vogliono contendere il primato della festività natalizia. Il video è stato inserito parzialmente anche nell'episodio Un Natale davvero di merda (A Very Crappy Christmas) della quarta stagione, dove Stan, Kyle, Cartman, Kenny e Mr. Hankey cercano di salvare il Natale nella loro città. Il corto riscosse molto successo e si diffuse rapidamente, sia attraverso la duplicazione della cassetta, sia tramite Internet, il cui uso in quegli anni si stava notevolmente ampliando. Il successo ottenuto portò alla creazione di una serie televisiva che doveva essere trasmessa su FOX, ma in seguito si cambiò a Comedy Central. Il primo episodio è stato trasmesso il 13 agosto 1997. Nelle prime quattro stagioni, durante la sequenza iniziale si possono notare delle clip di Jesus vs Frosty e di Jesus vs. Santa.

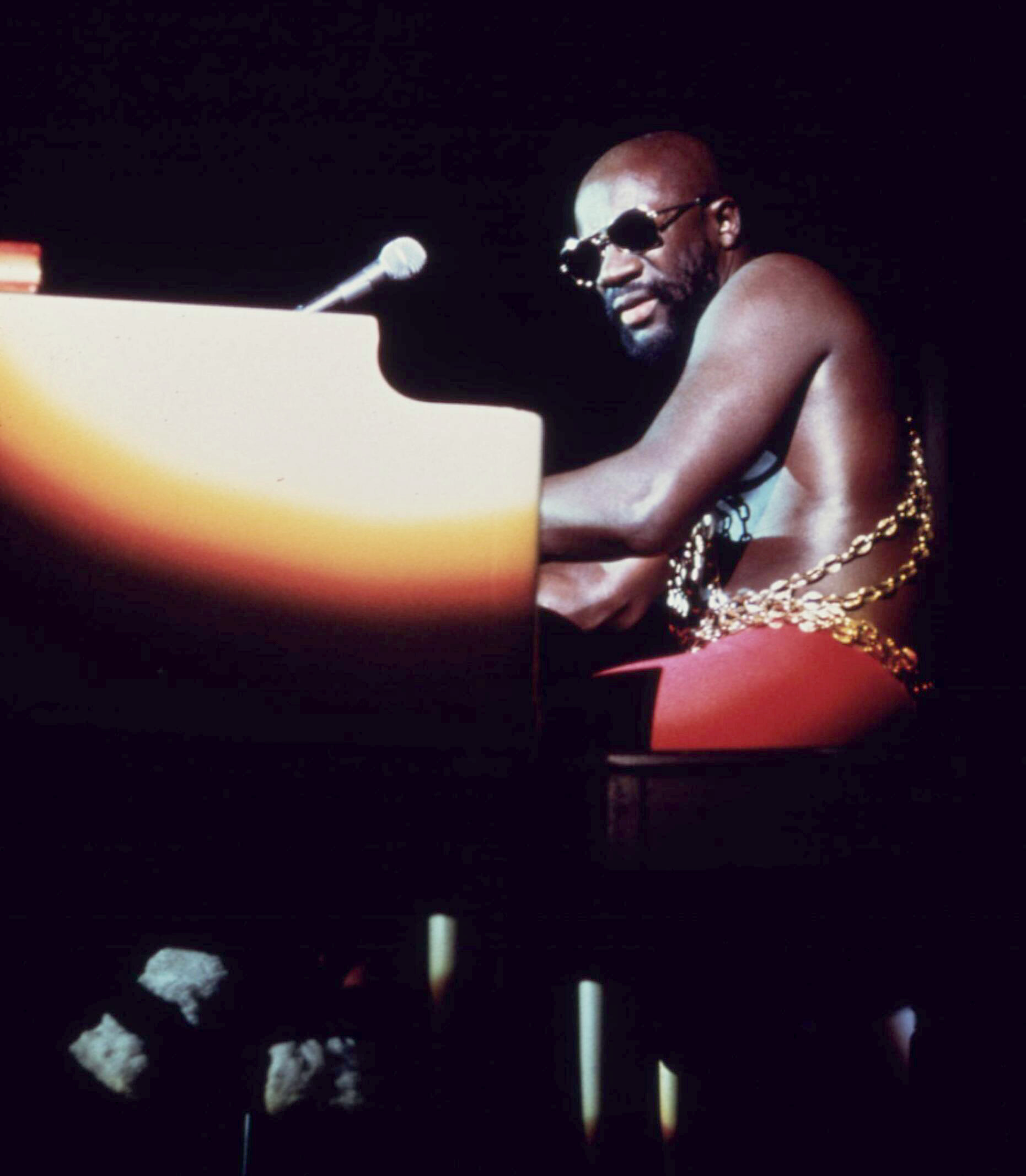
Isaac Hayes, musicista e doppiatore statunitense che ha prestato la voce a Chef per le prime dieci stagioni.

Le provocazioni del cartone suscitarono proteste da parte di chi riteneva offensivo il programma; i gadget di South Park, soprattutto le t-shirt, furono banditi da numerose scuole, dai centri di assistenza per minori e da altri luoghi pubblici. I gadget di South Park subirono quindi la stessa sorte riservata alle magliette di Bart Simpson dopo che I Simpson, nei primi anni novanta, furono accusati di fomentare la delinquenza giovanile. Comedy Central difese South Park sostenendo che il programma era rivolto agli adulti e che non doveva essere visto dai bambini. Puntualizzò inoltre che veniva trasmesso in seconda serata; infatti i promo non furono mai trasmessi prima delle 19:00.
Nel febbraio 1998, con l'episodio 01x13, La mamma di Cartman se la fa con tutti (Cartman's Mom is a Dirty Slut), si pose la domanda di chi fosse il padre di Eric Cartman. L'episodio finì con l'annuncio che la risposta sarebbe stata rivelata nella puntata successiva, ma la settimana dopo, al posto della puntata annunciata, andò in onda l'episodio 02x01, 70.000 puzzette per Saddam (Terrance & Phillip in "Not Without My Anus"), che narra la storia di Trombino e Pompadour (Terrance & Phillip nella versione originale), due commedianti canadesi che i protagonisti idolatrano: questo causò aspre proteste da parte dei fan, costringendo Comedy Central ad anticipare la messa in onda della seconda stagione.
Lo scherzo venne riproposto, in direzione opposta, alla fine dell'episodio 06x06 Professor Caos (Professor Chaos), dove furono poste tre domande, in modo che lo spettatore presumesse di ricevere le risposte nell'episodio successivo, mentre queste furono date subito, seguite dai titoli di coda.
Nel 2005, negli Stati Uniti, Comedy Central ha bandito l'episodio 9x14, intitolato Bloody Mary poiché giudicato blasfemo. L'episodio, però, è stato trasmesso dalla filiale italiana. Tale episodio è stato reso visibile sul sito ufficiale di South Park.
Nella decima stagione, avviene l'uscita di scena di un personaggio chiave: Chef, il cuoco di colore della mensa della scuola, doppiato dal cantante soul Isaac Hayes. Viene fatto morire perché lo stesso Hayes ha accusato i produttori di eccessiva satira a sfondo religioso. Hayes infatti è stato membro di Scientology e quest'ultima viene schernita nel dodicesimo episodio della nona stagione intitolato Intrappolato nello stanzino (Trapped in the Closet), che ha visto anche tra le altre le lamentele di Tom Cruise. La risposta dei creatori di South Park non si fece attendere: "Hayes ha fatto i soldi insieme a noi quando si trattava di irridere ebrei, cristiani o musulmani".

## Controversie
La serie, essendo indirizzata ad un pubblico adulto, è stata oggetto di diverse controversie nel corso del tempo, caratterizzandosi per la sua profanità e l'uso eccessivo del turpiloquio e della parola "merda", come ironizzato nell'episodio I cavalieri delle procedure standard della quinta stagione. Durante l'episodio, la parola "merda" viene ripetuta 162 volte senza che venga emesso alcun segnale acustico per scopi di censura, apparendo non censurata anche in forma scritta. Nei giorni successivi alla messa in onda originale dell'episodio, Comedy Central ha ricevuto circa 5 000 e-mail di disapprovazione per la serie. Nonostante i suoi 43 usi non censurati della parola razzista "negro", l'episodio Le mie più sentite scuse a Jesse Jackson dell'undicesima stagione ha generato relativamente poche polemiche, poiché la maggior parte della comunità nera e il NAACP hanno elogiato l'episodio per il suo contesto e "il suo modo comico di trasmettere la percezione delle altre razze su come si sentono le persone di colore quando sentono la parola".
Polemiche specifiche riguardanti la serie includono uno scherzo per il Pesce d'aprile giocato agli spettatori del canale nel 1998, la rappresentazione della Vergine Maria nell'episodio Bloody Mary della nona stagione che ha fatto arrabbiare diversi cattolici, la rappresentazione di Steve Irwin con una razza spinosa conficcata nel petto nell'episodio Inferno sulla Terra 2006 della decima stagione, che originariamente andò in onda meno di due mesi dopo che Irwin fu ucciso nello stesso modo, la censura di Comedy Central su Maometto nell'episodio Cartoon Wars Parte 2 della decima stagione sulla scia della controversia sulle vignette del profeta nel Jyllands-Posten, e la costante derisione del concetto di cambiamento climatico utilizzando punti di discussione negazionisti.
L'episodio Intrappolato nello stanzino della nona stagione denuncia Scientology come nient'altro che "una grossa truffa globale", mentre divulga liberamente informazioni sulla chiesa che Scientology normalmente rivelerebbe solo ai membri che apportano significativi contributi monetari alla chiesa. L'episodio parodia anche in modo ambiguo le voci sull'orientamento sessuale dello scientologo Tom Cruise, che avrebbe chiesto la cancellazione di qualsiasi ulteriore replica dell'episodio. Isaac Hayes, un altro scientologo, in seguito nel 2006 ha lasciato la serie a causa della sua obiezione per l'episodio.
Gli episodi 200 e 201 della quattordicesima stagione sono stati protagonisti di diverse polemiche per questioni satiriche che circondano la rappresentazione del profeta islamico Maometto. Il sito web di Revolution Muslim, un'organizzazione musulmana con sede a New York, ha pubblicato una voce contenente un avvertimento diretto ai creatori Parker e Stone, affermando che avrebbero rischiato una violenta punizione per le loro rappresentazioni di Maometto. Inoltre ha affermato che "probabilmente finiranno come Theo van Gogh per aver mandato in onda questa serie". L'annuncio forniva gli indirizzi della sede di Comedy Central a New York e alla società di produzione di Los Angeles. L'autore del post, Zachary Adam Chesser, ha affermato che ciò doveva servire come monito per Parker e Stone e non come una minaccia e che fornire gli indirizzi "avrebbe dovuto dare alle persone l'opportunità di protestare".
Nonostante le affermazioni di Chesser, diversi media e osservatori hanno interpretato la voce come una minaccia. In seguito è stato lanciato un movimento su Facebook chiamato Everybody Draw Mohammed Day, per supportare l'episodio e incoraggiare le persone a disegnare Maometto il 20 maggio 2010. L'episodio 200, che mostra il Buddha sniffare cocaina, spinse il governo dello Sri Lanka a vietare completamente la serie nel loro Paese.
A causa di molti argomenti tabù in Cina come il Dalai Lama, Winnie the Pooh, l'esecuzione sommaria, la cultura della cannabis e il prelievo di organi, dopo la trasmissione dell'episodio Una band in Cina della ventitreesima stagione, South Park è stato completamente vietato nel Paese dopo la trasmissione dell'episodio. Diversi articoli, forum, pagine e video riguardanti South Park sono stati eliminati o resi inaccessibili al pubblico ed è stato vietato cercare o discutere tutte le parole chiave e gli argomenti correlati sui motori di ricerca e sui social media cinesi siti tra cui Baidu, QQ, Sina Weibo e su piattaforme pubbliche WeChat. Parker e Stone hanno rilasciato scuse sarcastiche in risposta all'accaduto.
In Italia, la scelta della rete Italia 1 di trasmettere la prima stagione dello show in prima serata, alle 21:45, ha scatenato polemiche. Infatti il Moige, definì la scelta "inaccettabile" e "irresponsabile" e dopo aver denunciato il cartone animato all'allora presidente dell'AGCOM Enzo Cheli, chiese il boicottaggio degli spot pubblicitari. A protestare contro la scelta furono anche Riccardo Pedrizzi e Michele Bonatesta, senatori di Alleanza Nazionale, il presidente del Telefono Azzurro Ernesto Caffo e Athos de Luca, senatore dei Verdi. Le conseguenze di queste polemiche furono la messa in onda della serie spostata alle 22:45 a partire dal secondo episodio (qualche mese dopo venne spostata verso la mezzanotte), la censura degli episodi 4x06 e 4x09 e la soppressione totale del cartone al termine della quarta stagione, con l'ultima puntata trasmessa l'8 maggio 2003.

## Distribuzione

### Trasmissione internazionale
| Paese          | Lingua                                          | Canali |
| Paese          | Lingua                                          | Prima TV |
| -------------- | ----------------------------------------------- | --- |
| USA            | Inglese                                         | Comedy Central |
| Francia        | Francese                                        | Canal+ MTV Game One Comedy Central |
| America Latina | Spagnolo (America Latina)                       | Locomotion (ep. 1x1-7x15) MTV (ep. 8x1+)                                                                                              |
| Germania       | Tedesco                                         | RTL (ep. 1x1-7x15) MTV (ep. 8x1-11x14) Comedy Central (12x1+)                                                                         |
| Regno Unito    | Inglese                                         | Comedy Central |
| Scozia         | Inglese                                         | STV |
| Italia         | Italiano                                        | Italia 1 (ep. 1x13-3x16, 4x1-4x17) Jimmy (ep. 3x17) Paramount Comedy (ep. 5x1-9x14) Comedy Central (ep. 10x1+) MTV (st.9-20) Italia 2 |
| Spagna         | Spagnolo (Spagna)                               | Antena 3 (ep. 1x1-6x17) Cuatro (ep. 7x1-12x5) Comedy Central (ep. 12x6+)                                                              |
| Portogallo     | Portoghese                                      | SIC Radical |
| Canada         | Inglese                                         | The Comedy Network Much |
| Canada         | Francese                                        | TQS |
| Irlanda        | Irlandese                                       | TG4 |
| Australia      | Inglese                                         | SBS (ep. 1x1-15x14) SBS Viceland (ep. 16x1-19x10) Comedy Central (ep. 20+)                                                            |
| Russia         | Russo                                           | 2x2 |
| Israele        | Ebraico                                         | HOT HOT VOD |
| Serbia         | Serbo                                           | B92 |
| India          | Inglese                                         | MTV Comedy Central |
| Nuova Zelanda  | Inglese                                         | MTV Comedy Central |
| Giappone       | Giapponese (dall'ottava stagione sottotitolato) | WOWOW |

Nel marzo 2008 Comedy Central ha reso tutti gli episodi visibili legalmente in streaming gratuito su internet nel sito South Park Studios. Nella prima settimana il sito ha registrato più di un milione di visualizzazioni per gli episodi completi e nell'ottobre 2008 il numero è salito a 55 milioni.

### Edizioni home video
| Stagione | Episodi | Data di pubblicazione DVD | Data di pubblicazione DVD | Data di pubblicazione DVD | Data di pubblicazione Blu-ray Disc | Data di pubblicazione Blu-ray Disc | Data di pubblicazione Blu-ray Disc |
| Stagione | Episodi | Regione 1                 | Regione 2                 | Regione 4                 | Regione A                          | Regione B                          |                                    |
| -------- | ------- | ------------------------- | ------------------------- | ------------------------- | ---------------------------------- | ---------------------------------- | ---------------------------------- |
| 1        | 13      | 12 novembre 2002          | 7 maggio 2001             | 4 ottobre 2007            | 5 dicembre 2017                    | 7 ottobre 2014                     |                                    |
| 2        | 18      | 3 giugno 2003             | 22 ottobre 2007           | 4 ottobre 2007            | 5 dicembre 2017                    | 9 ottobre 2014                     |                                    |
| 3        | 17      | 16 dicembre 2003          | 17 marzo 2008             | 20 marzo 2008             | 5 dicembre 2017                    | 12 marzo 2014                      |                                    |
| 4        | 17      | 29 giugno 2004            | 17 marzo 2008             | 20 marzo 2008             | 5 dicembre 2017                    | 17 marzo 2016                      |                                    |
| 5        | 14      | 22 febbraio 2005          | 22 ottobre 2007           | 5 marzo 2009              | 5 dicembre 2017                    | N/A                                |                                    |
| 6        | 17      | 11 ottobre 2005           | 17 marzo 2008             | 7 maggio 2009             | 19 dicembre 2017                   | N/A                                |                                    |
| 7        | 15      | 21 marzo 2006             | 16 giugno 2008            | 4 marzo 2010              | 19 dicembre 2017                   | N/A                                |                                    |
| 8        | 14      | 29 agosto 2006            | 15 agosto 2008            | 1º aprile 2010            | 19 dicembre 2017                   | N/A                                |                                    |
| 9        | 14      | 6 marzo 2007              | 2 febbraio 2009           | 5 maggio 2010             | 19 dicembre 2017                   | N/A                                |                                    |
| 10       | 14      | 21 agosto 2007            | 6 aprile 2009             | 4 ottobre 2007            | 19 dicembre 2017                   | N/A                                |                                    |
| 11       | 14      | 12 agosto 2008            | 22 giugno 2009            | 9 ottobre 2008            | 19 dicembre 2017                   | N/A                                |                                    |
| 12       | 14      | 10 marzo 2009             | 19 ottobre 2009           | 1º ottobre 2009           | 10 marzo 2009                      | 25 maggio 2009                     |                                    |
| 13       | 14      | 16 marzo 2010             | 27 settembre 2010         | 7 ottobre 2010            | 16 marzo 2010                      | 29 marzo 2010                      |                                    |
| 14       | 14      | 26 aprile 2011            | 19 settembre 2011         | 11 agosto 2011            | 26 aprile 2011                     | N/A                                |                                    |
| 15       | 14      | 27 marzo 2012             | 2 luglio 2012             | 18 luglio 2012            | 27 marzo 2012                      | N/A                                |                                    |
| 16       | 14      | 24 settembre 2013         | 28 ottobre 2013           | 18 settembre 2013         | 24 settembre 2013                  | N/A                                |                                    |
| 17       | 10      | 16 settembre 2014         | 27 ottobre 2014           | 16 settembre 2014         | 16 settembre 2014                  | N/A                                |                                    |
| 18       | 10      | 6 ottobre 2015            | 2 novembre 2015           | 12 novembre 2015          | 6 ottobre 2015                     | N/A                                |                                    |
| 19       | 10      | 6 settembre 2016          | 7 novembre 2016           | 2 novembre 2016           | 6 settembre 2016                   | N/A                                |                                    |
| 20       | 10      | 13 giugno 2017            | 6 novembre 2017           | 1º novembre 2017          | 13 giugno 2017                     | N/A                                |                                    |
| 21       | 10      | 5 giugno 2018             | 17 settembre 2018         | 31 ottobre 2018           | N/A                                | N/A                                |                                    |
| 22       | 10      | 28 maggio 2019            | 16 settembre 2019         | 10 luglio 2019            | N/A                                | N/A                                |                                    |
| 23       | 10      | 23 giugno 2020            | 27 luglio 2020            | 15 luglio 2020            | N/A                                | N/A                                |                                    |

### Doppiaggio
Nella tabella sottostante, il punto interrogativo (?) indica che il nome del doppiatore non è conosciuto, mentre il trattino (-) indica che il personaggio non è apparso nelle prime 4 stagioni e perciò non è doppiato dalla CDC Sefit Group, ma è apparso nelle successive stagioni dove è doppiato dalla O.D.S.
| Personaggio                   | Doppiatore originale                                         | Doppiatore italiano (CDC Sefit Group)                     | Doppiatore italiano (O.D.S.)                     |
| ----------------------------- | ------------------------------------------------------------ | --------------------------------------------------------- | ------------------------------------------------ |
| Stan Marsh                    | Trey Parker                                                  | Nanni Baldini                                             | Davide Albano                                    |
| Kyle Broflovski               | Matt Stone                                                   | Fabrizio Vidale (1ª voce) Fabrizio Manfredi (2ª voce)     | Lucia Valenti                                    |
| Eric Cartman                  | Trey Parker                                                  | Roberto Gammino                                           | Francesca Vettori                                |
| Kenny McCormick               | Matt Stone                                                   | Marco Mete                                                | Roberto Mare (1ª voce) Osmar Santucho (2ª voce)  |
| Butters Stotch                | Matt Stone                                                   | Simone Mori                                               | Walter Rivetti                                   |
| Chef                          | Isaac Hayes                                                  | Renato Mori                                               | Roberto Mare                                     |
| Randy Marsh                   | Trey Parker                                                  | Sergio Di Stefano (ep.1x3) Mauro Magliozzi (2ª voce)      | Oliviero Cappellini                              |
| Sharon Marsh                  | Mary Kay Bergman Eliza Schneider April Stewart               | Maria Grazia Dominici                                     | Francesca Vettori                                |
| Shelley Marsh                 | Mary Kay Bergman Mona Marshall Eliza Schneider April Stewart | Pinella Dragani (1ª voce) Paola Giannetti (2ª voce)       | Manuela Tamietti                                 |
| Marvin Marsh                  | Trey Parker                                                  | Sergio Graziani                                           | Gianni Gaude                                     |
| Gerald Broflovski             | Matt Stone                                                   | Vladimiro Conti                                           | Renato Novara                                    |
| Sheila Broflovski             | Mary Kay Bergman Mona Marshall                               | Tiziana Avarista                                          | Lucia Valenti                                    |
| Ike Broflovski                | Betty Boogie Parker                                          | Ilaria Latini                                             | Lucia Valenti                                    |
| Liane Cartman                 | Mary Kay Bergman Eliza Schneider April Stewart               | Stefanella Marrama                                        | Lucia Valenti                                    |
| Stuart McCormick              | Matt Stone                                                   | ?                                                         | Walter Rivetti                                   |
| Carol McCormick               | Mary Kay Bergman Eliza Schneider April Stewart               | ?                                                         | Lucia Valenti                                    |
| Kevin McCormick               | Trey Parker                                                  | ?                                                         | Walter Rivetti                                   |
| Stephen "Chris" Willis Stotch | Trey Parker                                                  | Gianfranco Miranda                                        | Roberto Mare (S.4-16) Osmar Santucho (S.17+)     |
| Linda Stotch                  | Mona Marshall                                                | -                                                         | Francesca Vettori                                |
| Mr. Garrison                  | Trey Parker                                                  | Angelo Nicotra                                            | Walter Rivetti                                   |
| Mr. Mackey                    | Trey Parker                                                  | Neri Marcorè                                              | Renato Novara                                    |
| Direttrice Victoria           | April Stewart                                                | Isabella Pasanisi                                         | Manuela Tamietti                                 |
| Mrs. Crabtree                 | Mary Kay Bergman Eliza Schneider                             | Silvia Tognoloni                                          | Manuela Tamietti                                 |
| Mrs. Choksondik               | Trey Parker                                                  | Rita Savagnone                                            | Francesca Vettori                                |
| Mr. Adler                     | Matt Stone                                                   | Wladimiro Grana                                           | Oliviero Cappellini                              |
| Wendy Testaburger             | Mary Kay Bergman Eliza Schneider Mona Marshall April Stewart | Eleonora De Angelis                                       | Manuela Tamietti                                 |
| Tweek Tweak                   | Matt Stone                                                   | Stefano Onofri (1ª voce) Riccardo Rossi (2ª voce)         | Renato Novara                                    |
| Clyde Donovan                 | Trey Parker                                                  | Vittorio Stagni                                           | Walter Rivetti                                   |
| Craig Tucker                  | Matt Stone                                                   | Stefano Crescentini                                       | Gianni Gaude                                     |
| Tolkien Williams              | Adrien Beard                                                 | ?                                                         | Manuela Tamietti                                 |
| Pip Pirrup                    | Matt Stone                                                   | Fabrizio Manfredi (1ª voce) Stefano Crescentini (2ª voce) | Gianni Gaude                                     |
| Timmy                         | Trey Parker                                                  | Gabriele Lopez                                            | Roberto Mare (1ª voce) Osmar Santucho (2ª voce)  |
| Jimmy Vulmer                  | Trey Parker                                                  | -                                                         | Lucia Valenti                                    |
| Bebe Stevens                  | Jennifer Howell                                              | Perla Liberatori                                          | Manuela Tamietti                                 |
| Jimbo Kern                    | Matt Stone                                                   | Giorgio Lopez                                             | Oliviero Cappellini                              |
| Ned Gerblansky                | Trey Parker                                                  | Claudio Fattoretto                                        | Oliviero Cappellini                              |
| Agente Barbrady               | Trey Parker                                                  | Dario Penne                                               | Walter Rivetti                                   |
| Gesù                          | Matt Stone                                                   | Antonio Sanna                                             | Oliviero Cappellini                              |
| Dio                           | Trey Parker                                                  | Sergio Di Stefano                                         | Gianni Gaude                                     |
| Sindaco McDaniels             | April Stewart                                                | Anna Rita Pasanisi                                        | Manuela Tamietti                                 |
| Dr. Alphonse Mephesto         | Trey Parker                                                  | Cesare Barbetti                                           | Gianni Gaude                                     |
| Gran Gay Al                   | Matt Stone                                                   | Neri Marcorè                                              | Renato Novara                                    |
| Padre Maxi                    | Matt Stone                                                   | Nino Prester                                              | Gianni Gaude                                     |
| Mr. Maso                      | Johnny "Nancy" Hansen                                        | -                                                         | Gianni Gaude                                     |
| Trombino                      | Matt Stone                                                   | Massimo De Ambrosis                                       | Renato Novara                                    |
| Pompadour                     | Trey Parker                                                  | Simone Mori                                               | Oliviero Cappellini                              |
| Mr. Hankey                    | Trey Parker                                                  | Roberto Chevalier                                         | Renato Novara                                    |
| Michael                       | Matt Stone                                                   | ?                                                         | Oliviero Cappellini                              |
| Firkle                        | Nico Agnone Sebastian Yu Tyrone Jenkins                      | ?                                                         | Lucia Valenti                                    |
| Henrietta Biggle              | Mona Marshall Jessie Jo Thomas                               | ?                                                         | Francesca Vettori                                |
| Pete Thelman                  | Trey Parker                                                  | ?                                                         | Renato Novara                                    |
| Donato l'Allupato             | Trey Parker                                                  | ?                                                         | ?                                                |
| Asciughino                    | Vernon Chatman                                               | -                                                         | Renato Novara                                    |
| Satana                        | Trey Parker                                                  | Massimo Pizzirani                                         | Gianni Gaude                                     |
| Babbo Natale                  | Trey Parker                                                  | Sandro Iovino                                             | Gianni Gaude                                     |
| Kyle Schwartz                 | Trey Parker                                                  | -                                                         | Manuela Tamietti                                 |
| Saddam Hussein                | Matt Stone                                                   | Mino Caprio (1ª voce) Manlio De Angelis (2ª voce)         | Francesca Vettori                                |
| Tuong Lu Kim                  | Trey Parker                                                  | -                                                         | Osmar Santucho                                   |
| Preside PC                    | Trey Parker                                                  | -                                                         | Osmar Santucho                                   |
| Harrison Yates                | Trey Parker                                                  | -                                                         | Roberto Mare (S.7-14) Osmar Santucho (S.15+)     |
| Classi                        | Kimberly Brooks                                              | -                                                         | Marracash (S.19x10) Walter Rivetti               |
| Charles Manson                | Trey Parker                                                  | Roberto Draghetti                                         | Walter Rivetti                                   |
| John Postum                   | Matt Stone                                                   | Roberto Draghetti                                         | Oliviero Cappellini                              |
| Panda delle molestie sessuali | Trey Parker                                                  | Roberto Draghetti                                         | Oliviero Cappellini                              |
| Rod Stewart                   | Trey Parker                                                  | Roberto Draghetti                                         | Walter Rivetti                                   |
| Capo pezzato che corre        | Tommy Chong                                                  | Roberto Draghetti                                         | Gianni Gaude                                     |
| Filmore Anderson              | Nico Agnone                                                  | Monica Ward                                               | ?                                                |
| Bill Cosby                    | Matt Stone                                                   | Alessandro Rossi                                          | Gianni Gaude                                     |
| Rosie O'Donnel                | Eliza Schneider                                              | Serena Verdirosi                                          | Francesca Vettori                                |
| Jaffrey Maynard               | Trey Parker                                                  | Sergio Tedesco                                            | Oliviero Cappellini                              |
| Lamond                        | Trey Parker                                                  | Massimo Lodolo                                            | Gianni Gaude                                     |
| Rick                          | Matt Stone                                                   | Massimo Rinaldi                                           | Gianni Gaude                                     |
| Chad                          | Trey Parker                                                  | Alessio De Filippis                                       | Gianni Gaude                                     |
| Tom Green                     | Matt Stone                                                   | Daniele Valenti                                           | Renato Novara                                    |
| Johnny Knoxville              | Trey Parker                                                  | Gianfranco Miranda                                        | Roberto Mare                                     |
| Boy George                    | Matt Stone                                                   | Massimo De Ambrosis                                       | Walter Rivetti                                   |
| James Taylor                  | Trey Parker                                                  | Antonio Sanna                                             | Trey Parker                                      |
| Mark                          | Trey Parker                                                  | Francesco Prando                                          | Oliviero Cappellini                              |
| Linda                         | Eliza Schneider                                              | Eleonora De Angelis                                       | Manuela Tamietti                                 |
| Padre di Butters              | Trey Parker                                                  | Gianfranco Miranda                                        | ?                                                |
| Cornwallis                    | Trey Parker (voce) Louis Price (canto)                       | Fabrizio Vidale                                           | Oliviero Cappellini                              |
| Scott Tenorman                | Toby Morton (1ª voce) Trey Parker (2ª voce)                  | -                                                         | Renato Novara                                    |
| Steven Spielberg              | Trey Parker                                                  | -                                                         | Walter Rivetti (5x03) Gianni Gaude (6x09, 12x08) |

## Riconoscimenti
La serie, nel corso degli anni, ha ottenuto diversi premi, tra cui:
- 5 Primetime Emmy Award
- 1 Peabody Award
- 1 Annie Award

Inoltre, tra le tante candidature ricevute, è stata nominata altre 14 volte ai Primetime Emmy Award tra il 1998 e il 2018.

## Altri media

### Lungometraggi
Nel 1999, meno di due anni dopo la prima messa in onda della serie, è uscito un lungometraggio intitolato South Park - Il film: più grosso, più lungo & tutto intero. Il film, una commedia musicale, è stato diretto da Parker, che ha co-scritto la sceneggiatura con Stone e Pam Brady. Il film è stato generalmente ben accolto dalla critica, guadagnando un totale di 83,1 milioni di dollari al botteghino nazionale ed estero. Il film parodia le controversie che circondano la serie stessa e ha guadagnato un posto nell'edizione 2001 del Guinness World Records per "Maggior parolacce in un film d'animazione". Il brano Blame Canada della colonna sonora del film ha fatto guadagnare ai co-sceneggiatori Parker e Marc Shaiman una nomination all'Oscar per la miglior canzone originale.
Il 5 agosto 2021 è stato annunciato che Paramount+ produrrà 14 nuovi film originali basati sulla serie, di cui due previsti per fine 2021.

### Episodi speciali
- South Park (non adatto ai bambini) (2023)
- South Park: La fine dell'obesità (2024)

### Videogiochi
- South Park (1999) (Nintendo 64/Microsoft Windows/PlayStation)
- South Park: Chef's Luv Shack (2000) (Nintendo 64/Microsoft Windows/PlayStation/Dreamcast)
- South Park Rally (2000) (PlayStation/Microsoft Windows/Nintendo 64/Dreamcast)
- South Park 10: The Game (2007) (Telefono cellulare)
- South Park: Imaginationland (2008) (iOS)
- South Park: Mega Millionaire (2009) (iOS/Blackberry OS/Android)
- South Park Let's Go Tower Defense Play! (2010) (Xbox Live Arcade)
- South Park: Tenorman's Revenge (2012) (Xbox Live Arcade)
- South Park: Il bastone della verità (2014) (Microsoft Windows/PlayStation 3/Xbox 360/PlayStation 4/Xbox One/Nintendo Switch)
- South Park: Super Sweet Pinball (2015) (PlayStation 3/PlayStation Vita/PlayStation 4/Microsoft Windows/Xbox 360/Xbox One)
- South Park: Butters' Very Own Pinball Game (2015) (PlayStation 3/PlayStation Vita/PlayStation 4/Microsoft Windows/Xbox 360/Xbox One)
- South Park: Scontri Di-retti (2017) (Microsoft Windows/PlayStation 4/Xbox One/Nintendo Switch)
- South Park: Phone Destroyer (2018) (iOS/Android)
- South Park: Snow Day! (2024) (Microsoft Windows/PlayStation 5/Xbox Series X e Series S/Nintendo Switch)